# Радилово
Ради́лово (болг. Радилово) — село в Пазарджицькій області Болгарії. Входить до складу общини Пештера.

## Населення
За даними перепису населення 2011 року у селі проживали 1385 осіб.
Національний склад населення села:
| Національність   | Кількість осіб | Відсоток |
| ---------------- | -------------- | -------- |
| болгари          | 1179           | 99,0%    |
| інша             | 5              | 0,4%     |
| Всього відповіли | 1191           |          |

Розподіл населення за віком у 2011 році:
Динаміка населення: